# Grez-Neuville
Grez-Neuville là một xã thuộc tỉnh Maine-et-Loire trong vùng Pays de la Loire phía tây nước Pháp. Xã này nằm ở khu vực có độ cao trung bình 16 mét trên mực nước biển.
Sông Oudon tạo thành một phần ranh giới phía bắc xã và đổ vào sông Mayenne, sông chảy theo hướng nam qua thị trấn.